# ویلیام جان برچل

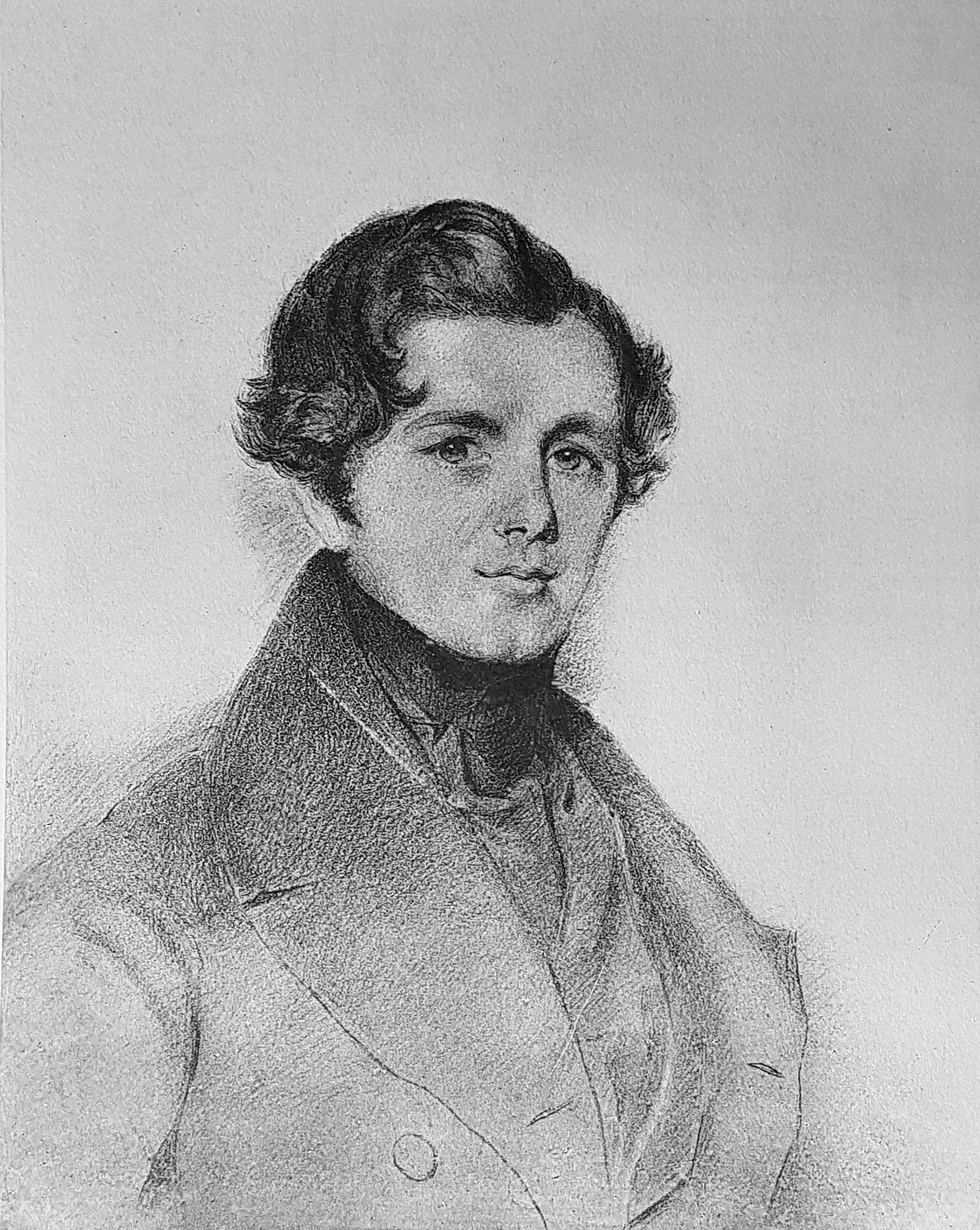
ویلیام جان برچل اثر:جان راسل (۱۸۰۰)

ویلیام جان برچل (به انگلیسی: William John Burchell)(زادهٔ۲۳ ژوئیه ۱۷۸۱ –درگذشتهٔ ۲۳ مارس ۱۸۶۳)، مکتشف، طبیعی‌دان، مسافر، هنرمند و نویسنده انگلیسی بود. هزاران نمونه گیاهی او، و همچنین مجلات علمی جمع‌آوری شده در سفرش به آمریکای جنوبی، توسط باغ‌های کیو و مجموعه حشرات وی توسط موزهٔ دانشگاه آکسفورد نگهداری می‌شود.

## زندگی اولیه و تحصیلات
ویلیام جان برچل در ناحیه فولام لندن زاده شد. او پسر ماتیو برچل گیاه‌شناس و مالک مهد کودک فولام و همسرش بود. پدرش مالک نه و نیم هکتار از زمین‌های مجاور باغ‌های کاخ فولام بود. برچل به عنوان یک کارآموز گیاه‌شناسی در کیو خدمت کرد و در سال ۱۸۰۳ به عنوان همکار انجمن لینه لندن انتخاب شد. در همین زمان، او شیفته لوسیا گرین اهل فولهام شد، اما وقتی ایدهٔ نامزدی با او را مطرح کرد با نارضایتی شدید والدینش مواجه شد.

## حرفه
در ۷ اوت ۱۸۰۵، برچل در سن ۲۴ سالگی به قصد شراکت با تاجری لندنی به نام ویلیام بلکمب (۱۷۷۹–۱۸۲۹) از طریق دریا به سنت هلن رفت. پس از یک سال از تجارت، برچل نمی‌خواست که این مشارکت را ادامه دهد و آن را بهم زد. سه ماه بعد او به عنوان مدیر مدرسه در جزیره و بعدها به عنوان گیاه‌شناس رسمی پذیرفته شد.

## نگارخانه

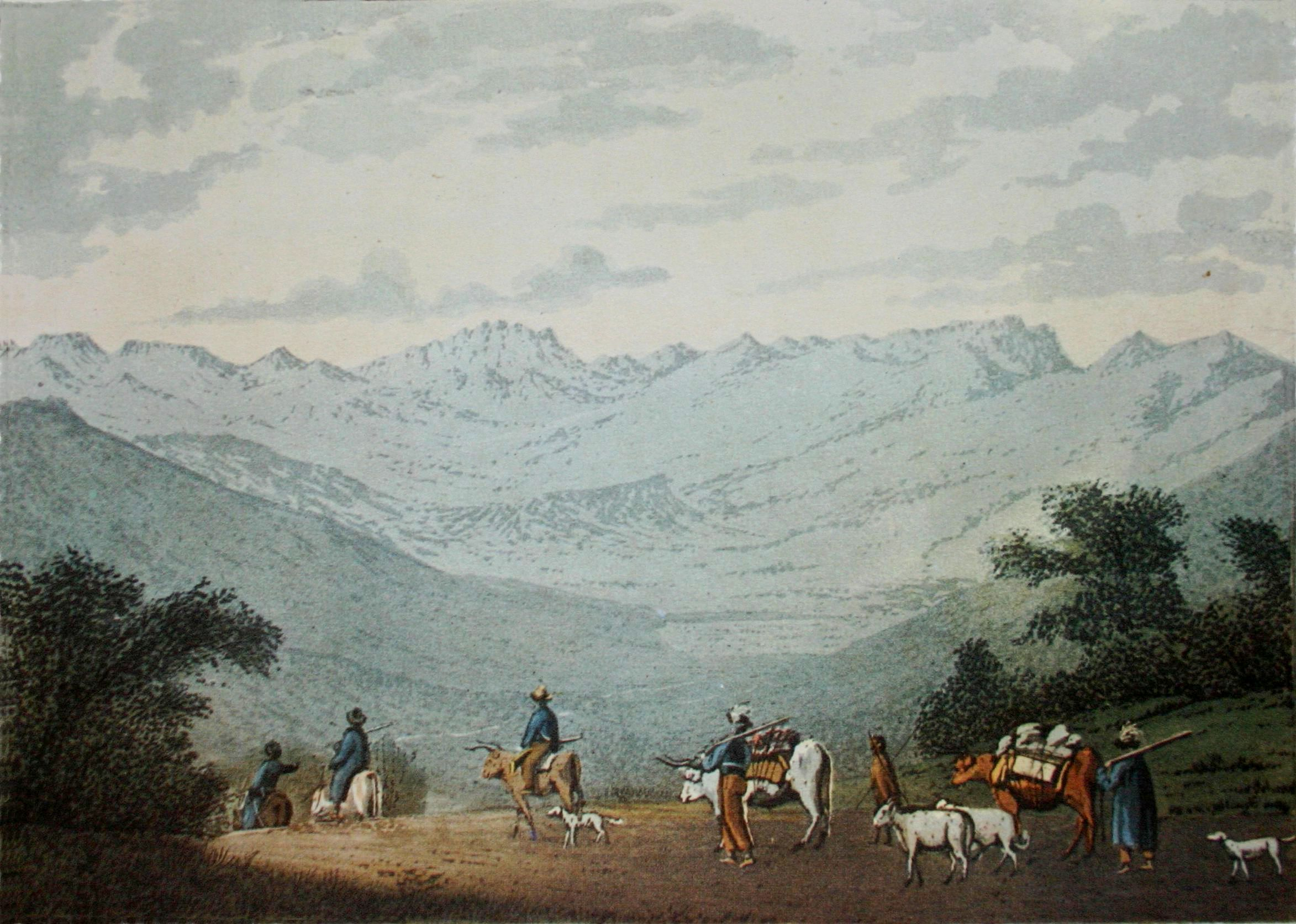
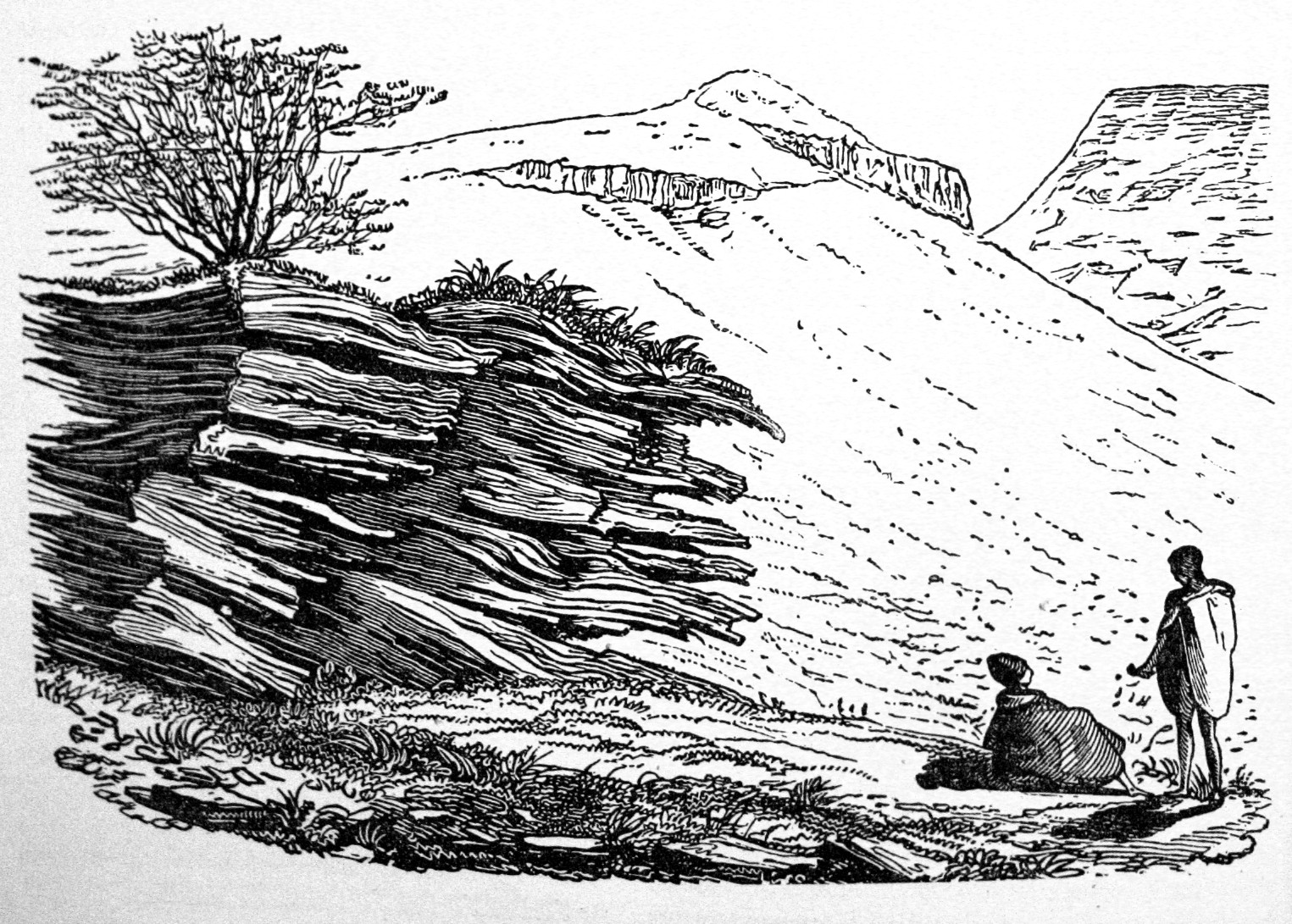
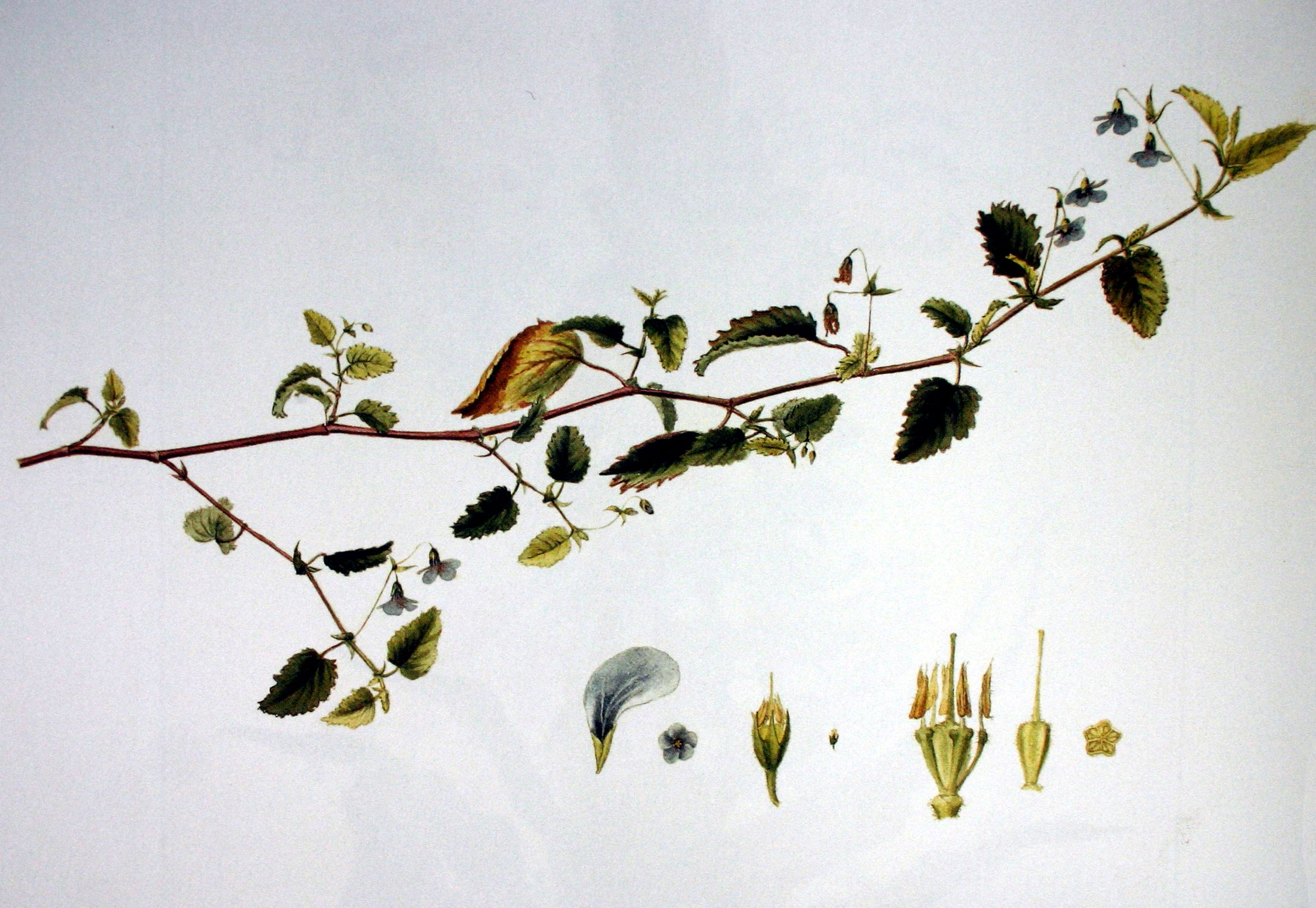
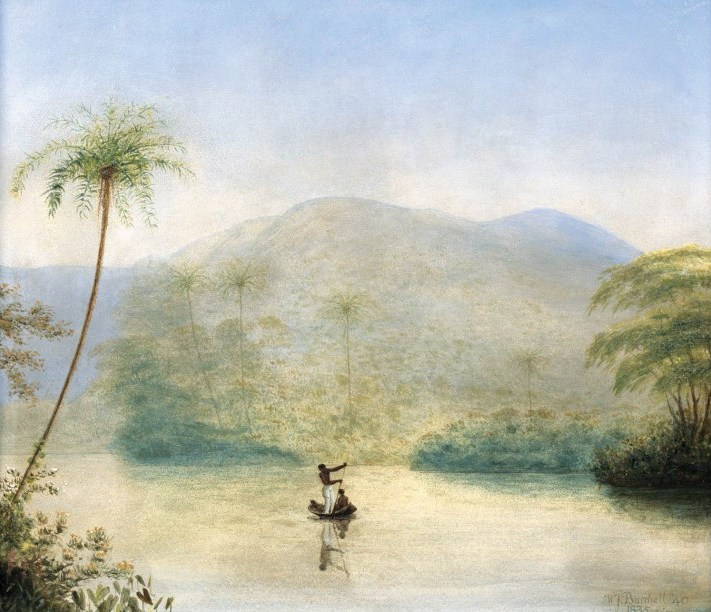

## برای مطالعهٔ بیشتر
- William Burchell, Travels in the Interior of Southern Africa (2 vols.) (1822-1824), full text scanned, online at Internet Archive
- Botanical Exploration of Southern Africa Mary Gunn and LE Codd (Balkema 1981) شابک ‎۰−۸۶۹۶۱−۱۲۹−۱
- The South African Drawings of William Burchell vols 1 & 2 - Witwatersrand University Press, 1938 & 1952
- Biodiversity Heritage Library